# Sholicola
A Sholicola a madarak osztályának verébalakúak (Passeriformes) rendjébe és a légykapófélék (Muscicapidae) családjába tartozó nem. Besorolásuk vitatott, egyes szervezetek a Myiomela nembe sorolják, de szerepelnek a Brachypteryx nemben is.

## Rendszerezésük
A nemet Vijayan V. Robin írta le 2017-ben, az alábbi fajok tartoznak ide:
- fehérhasú rövidszárnyúrigó (Sholicola albiventris[1] vagy Myiomela albiventris)[2]
- nilgiri rövidszárnyúrigó (Sholicola major[1] vagy Myiomela major)[2]
- Sholicola ashambuensis[1] vagy  Brachypteryx albiventris ashambuensis